# Liste von Verbänden in der Brauwirtschaft
Folgende Verbände sind im deutschsprachigen Raum und international aktiv:
- Brauring, eine Kooperationsgesellschaft privater Brauereien
- The Brewers of Europe  repräsentieren die nationalen Brauerverbände von 29 europäischen Länder (Sitz: Brüssel)
- Deutscher Brauer-Bund
- Bayerischer Brauerbund
- Deutscher Braumeister- und Malzmeister-Bund, ein Berufsverband seit 1893
- Deutscher Mälzerbund, vertritt ca. 65 Prozent der deutschen Malzproduktion
- Doemens e.V. und Bund der Doemensianer, seit 1895 eine Ausbildungsstätte
- Die Freien Brauer, gegründet 1969 als Deutsche Brau-Kooperation
- Gesellschaft für Geschichte des Brauwesens, beschäftigt sich seit 1913 mit Geschichte und Bibliographie des Brauwesens
- Schweizer Brauerei-Verband
- Slow Brewing Institut – Das Brauen mit Zeit für Geschmack e.V.
- Verband der Brauereien Österreichs
- Verband Deutscher Hopfenpflanzer
- Verband der Diplom Biersommeliers
- Verband ehemaliger Weihenstephaner der Brauerabteilung
- Verband Private Brauereien
- Vereinigung der Haus- und Hobbybrauer in Deutschland
- Versuchs- und Lehranstalt für Brauerei in Berlin